# Église Saint-Martin de Vrasville
L'église Saint-Sébastien de Vrasville, souvent dénommée église Saint-Martin, est un édifice catholique qui se dresse sur le territoire de l'ancienne commune française de Vrasville, dans le département de la Manche, en région Normandie.

## Localisation
L'église Saint-Martin est située dans l'ancienne commune de Vrasville, commune intégrée à la commune nouvelle de Vicq-sur-Mer, dans le département français de la Manche.

## Historique
L'église est citée dans le Livre noir de l'évêché de Coutances rédigé vers 1250.
Dans la seconde moitié du XVIIIe siècle, lors des visites ecclésiastiques, l'église est dite en assez bon état comme les fonts baptismaux. Des réparations sont faites aux lambris de la nef, aux pavés du chœur et il y a suffisamment d'ornements et de vases sacrés. Elle abrite alors un maître autel et deux autels avec contretables, qui sont décorés.
En 1791, Bon Lefèvre, curé de Vrasville depuis 1777, prête le serment constitutionnel. La même année il est élu vicaire épiscopal de la Manche, laissant la paroisse sans curé jusqu'en 1792. Le sanctuaire fut pillé et vandalisé lors de la Révolution par trois cherbourgeois, Devillère, Quoniam et Daumas, qui brisèrent plusieurs statues et notamment celle de saint Sébastien qu'ils mirent en trois morceaux, enlevèrent une croix argentée et plusieurs autres objets qu'ils emportèrent à Cherbourg.
Le 24 juin 1794, le mobilier est vendu : le maître-autel, les deux petits, le confessionnal, les fonts baptismaux ainsi que la croix de cimetière, le coq et la croix du clocher, à charge de les déposer. La vente rapportera 85 livres, 17 sous et 6 deniers.
L'église est à la restauration du culte annexée à celle d'Angoville où l'on célèbre de 1803 à 1807 le culte pour les deux paroisses. En 1807, par décision épiscopale, le curé de Vrasville obtient la pré-éminence, et le service paroissial se fait à nouveau à Vrasville. En 1892, par manque de personnel, l'évêque ne désigne alors plus de prêtre et c'est le curé de Varouville qui exerce le culte.
Vers 1868, ont bâti la sacristie et vers 1890 ont effectue des réparations. En 1904, l'église qui n'avait qu'une cloche dans un campanile, à la suite de travaux de maçonnerie, se voit dotée d'un petit clocher en bois reposant sur le pignon du portail, avec en-dessous une niche abritant une statue de la Sainte Vierge.

## Description
L'église, de petite taille, est sous le vocable de saint Martin. Elle était originellement très basse et s'éclairait par de petites fenêtres en forme de meurtrières. La nef est séparé du chœur par un arc en plein cintre. Les enduits intérieurs datent des années 1960.

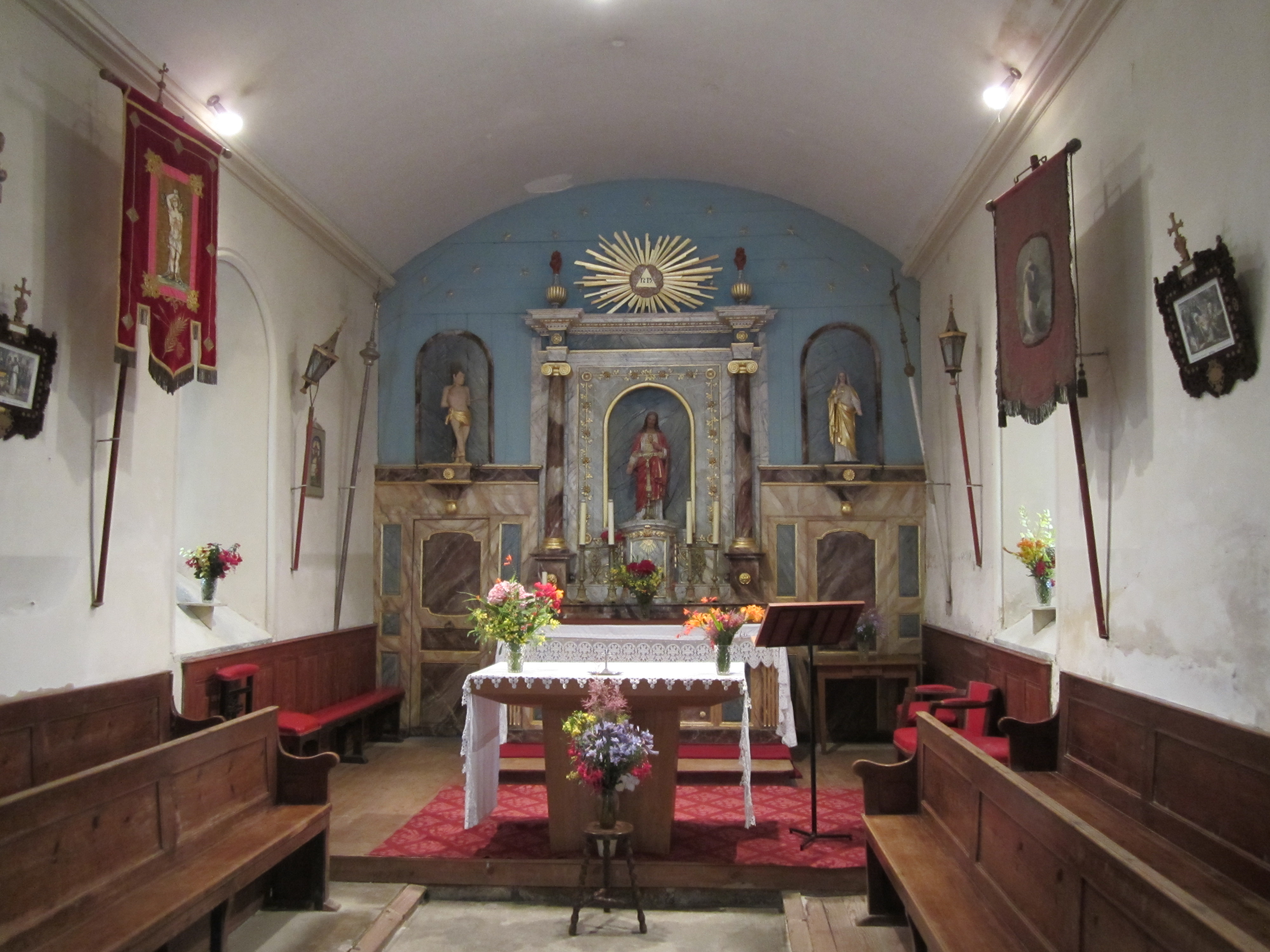
Le chœur de l'église.

## Mobilier
L'église abrite un autel et son retable peint en faux marbre et doré, sous badigeon, du début du XIXe siècle restaurés en 1980. Dans la niche centrale, encadrée de deux colonnes ioniques, est placée la statue du Sacré-Cœur, surmontée d'une gloire.
À gauche du retable est placée une statue de saint Sébastien, patron de l'église, retrouvée sous l'autel, et à droite celle de Notre-Dame, patron secondaire. Sont également conservée une chaire à prêcher, une autre statue de saint Sébastien et une statue polychrome de sainte Catherine, posée sur un culot gothique, représentée couronnée et à ses pieds la tête barbue de Phorphyre, décapité par l'empereur Maxence. La sainte, appuyée sur une roue placée à l'arrière, est vêtue d'une robe avec une riche ceinture et d'un manteau brodé,  vêtements qui font penser au XVe siècle.

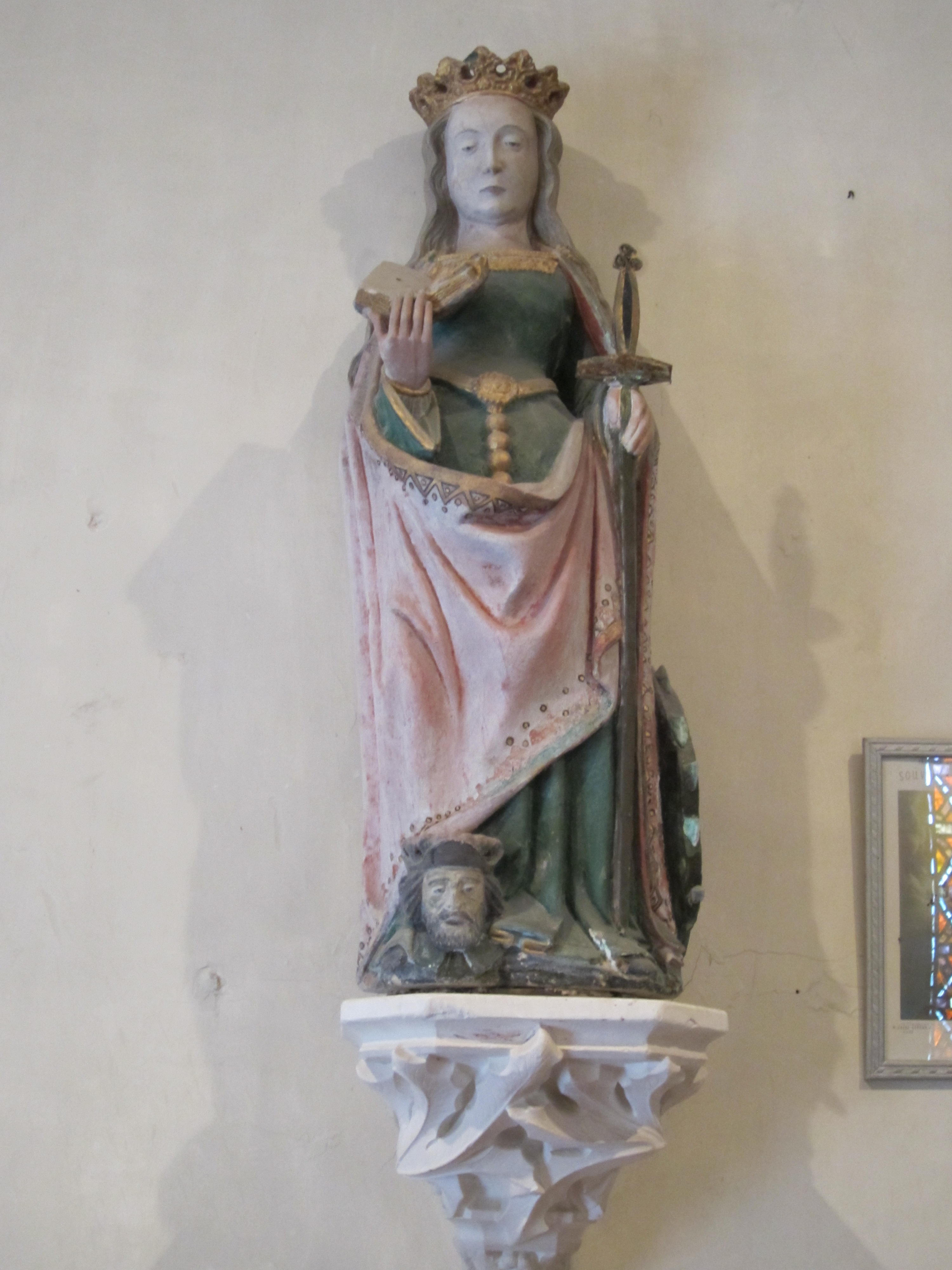
Statue de sainte Catherine.